# Тиабендазол
Тиабендазол — действующее вещество из группы бензимидазолов, которое используется как фунгицид и как антигельминтное средство (лекарство от глистов). Он был представлен компанией Merck, Sharp & Dohme в 1964 году. Зарегистрирован в качестве пищевой добавки Е233.
Известен под марками Арботект, Мертект, Минтезол, Текто, Тетусим, Трезадерм.

## Применение
Главным образом используется в борьбе с плесенью овощей и фруктов и в качестве консерванта (пищевая добавка Е233) для сохранения свежести. В России является запрещённой пищевой добавкой.
В медицине используется при отравлении металлами: свинцом, ртутью, а также в качестве противогельминтного средства для лечения людей и животных.

## Безопасность
LD50 для крупного рогатого скота составляет 700 мг/кг массы тела, а для овец 1200 мг/кг массы тела при пероральном введении. При столь же высоких дозах у собак наблюдались тяжёлые поражения печени и почек и смерть. Симптомы отравления тиабендазолом могут включать тахикардию, нарушение координации, атаксию, чрезмерное слюноотделение и диарею.
Однако, в целом, острая токсичность тиабендазола низка, по данным Федерального института оценки рисков. Нет никаких доказательств канцерогенности, мутагенеза или репротоксическом воздействии на человека тиабендазола при адекватных уровнях потребления.